# 34364 Katequinn
34364 Katequinn este o planetă minoră (asteroid), cu un diametru de 8,686 km, din centura de asteroizi. A fost descoperită pe 1 septembrie 2000 la Experimental Test Site⁠(d) de Lincoln Near-Earth Asteroid Research. 
Obiectul prezintă o orbită caracterizată de o semiaxă mare de 3,1705316 UAi, o excentricitate de 0,05, o înclinație de 7,91815 ° în raport cu ecliptica.